# P.J. Washington
Paul Jamaine "P.J." Washington Jr (ur. 23 sierpnia 1998 w Louisville) – amerykański koszykarz, występujący na pozycji silnego skrzydłowego, obecnie zawodnik Dallas Mavericks.
W 2017 wystąpił w dwóch spotkaniach gwiazd amerykańskich szkół średnich – McDonald's All-American i Jordan Classic. Został też zaliczony do II składu USA Today's All-USA. W 2015 zdobył złoty medal podczas międzynarodowego turnieju Nike Global Challenge, a rok później w Adidas Nations.
8 lutego 2024 został wytransferowany do Dallas Mavericks.

## Osiągnięcia
Stan na 4 marca 2024, na podstawie, o ile nie zaznaczono inaczej.
NCAA
- Uczestnik rozgrywek:
  - Elite 8 turnieju NCAA (2019)
  - Sweet 16 turnieju NCAA (2018, 2019)
- Mistrz turnieju konferencji Southeastern (SEC – 2018)
- Zaliczony do:
  - I składu SEC (2019)
  - III składu All-American (2019 przez Associated Press, NABC, USBWA, Sporting News)
- Zawodnik kolejki:
  - NCAA (17.02.2019 według USBWA)
  - SEC (4.02.2019, 18.02.2019)

NBA
- Zaliczony do II składu debiutantów NBA (2020)[5]
- Uczestnik Rising Stars Challenge (2020)[6]

Reprezentacja
- Mistrz Ameryki U–18 (2016)
- Brązowy medalista mistrzostw świata U–19 (2017)